# Explorer (FSRU)
Explorer (FSRU) – плавуча установка з регазифікації та зберігання зрідженого природного газу (Floating storage and regasification unit, FSRU), споруджена для компанії Excelerate Energy.

## Загальна інформація
Починаючи з 2005-го року Excelerate Energy створила найбільший в світі флот FSRU, при цьому її четвертим судном цього типу стало Experience. Останнє завершили у 2008-му на південнокорейській верфі  Daewoo Shipbuilding&Marine Engineering. 
Розміщена на борту регазифікаційна установка первісно була здатна видавати 19,5 млн м3 на добу, а на початку 2016-го після проведеної модернізації цей показник досяг 27 млн м3. Зберігання ЗПГ відбувається у резервуарах загальним об’ємом 150900 м3. За необхідності, судно може використовуватись як звичайний ЗПГ-танкер.
Під час зазначеної вище модернізації судно також отримало можливість провадити операції по:
- загазовуванню (gassing up) резервуарів ЗПГ-танкера (перед проведенням ремонтних робіт резервуари танкера заповнюються інертним газом, тому по їх завершенні для підготовки судна до прийому партії ЗПГ необхідно витіснити інертний газ парами природного газу);
- охолодження (cooldown) резервуарів ЗПГ-танкера (операція, яку необхідно провести перед закачуванням у газовоз нової партії ЗПГ);
- бункерування (передачі малих партій ЗПГ на інші судна), для чого на Explorer встановили спеціальний бункеровочний порт.

## Служба судна
Невдовзі після спорудження установку задіяли для виконання кувейтського контракту Excelerate Energy, за яким компанія зобов’язалась упродовж п’яти років надавати FSRU для терміналу Міна-ал-Ахмаді. Саме Explorer став першою установкою для цього терміналу і у вересні 2009-го прийняв першу партію ЗПГ із газовозу Grand Aniva, який доправив вантаж із заводу Пригородноє ЗПГ (острів Сахалін).
Термінал Міна-ал-Ахмаді працював у періоди підвищеного попиту на блакитне паливо, який у Кувейті викликає необхідність кондиціонування приміщень. Як наслідок, взимку плавучі установки полишали Кувейт та могли тимчасово працювати як ЗПГ-танкери (наприклад, відомо, що взимку 2009/2010 "Explorer" відвідав розташований біля узбережжя Массачусетсу термінал Northeast Gateway). При цьому окрім сезону 2009 року Explorer працював в Міна-аль-Ахмаді у 2010-му та 2013-му, тоді як сезони 2011-го та 2012-го тут провела інша установка тієї ж компанії Exquisite.
В 2014-му Explorer пройшов ремонт на дубайській корабельні Drydocks World, причому того ж року був укладений контракт на використання судна як плавучої установки на розташованому в тому ж еміраті терміналі Джебель-Алі (на терміналі вже працювала установка від норвезької компанії Golar, проте власники цього об’єкту бажали збільшити його приймальну потужність). У квітні 2015-го Explorer розпочало працювати у Джебель-Алі.
З жовтня 2015-го по січень 2016-го Explorer пройшла зазначену вище модернізацію і у березні 2016-го під час тестування підтвердила досягнення заявлених показників по регазифікації.
Станом на 2021 рік установка продовжує обслуговувати термінал Джебель-Алі відповідно до 10-річного контракту з Dubai Supply Authority.